# Florian Holzinger
Florian Holzinger es un deportista alemán que compitió en triatlón. Ganó una medalla de plata en el Campeonato Europeo de Triatlón de Invierno de 2008.

## Palmarés internacional
| Campeonato Europeo | Campeonato Europeo        | Campeonato Europeo | Campeonato Europeo |
| Año                | Lugar                     | Medalla            | Prueba             |
| ------------------ | ------------------------- | ------------------ | ------------------ |
| 2008               | Gaishorn am See (Austria) | Medalla de plata   | Individual         |